# Elisha Hunt Rhodes

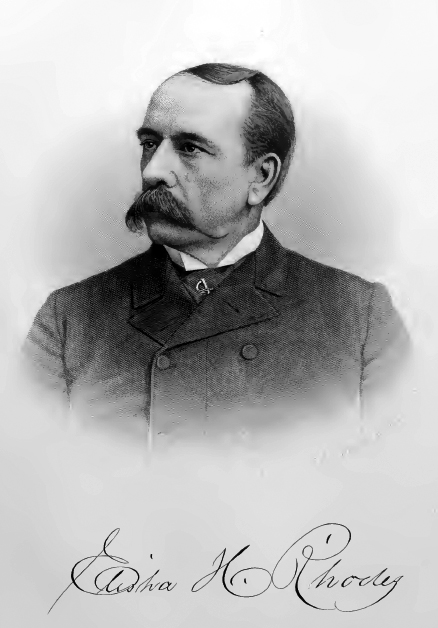
Elisha Hunt Rhodes

Elisha Hunt Rhodes (* 21. März 1842 in Providence, Rhode Island; † 14. Januar 1917 ebenda) diente während des Amerikanischen Bürgerkrieges im US-Heer. Rhodes ausführliches Tagebuch aus dem Bürgerkrieg wurde in Ken Burns Dokumentation Der Amerikanische Bürgerkrieg für den Sender PBS als wichtige Quelle verwendet.

## Leben
Rhodes wurde in Providence, Rhode Island, als Sohn des Kapitäns Elisha H. (1805–1858) und dessen Frau Eliza A. Rhodes (1805–1885) geboren. Er hatte mehrere Schwestern und zwei Brüder. Mit 14 Jahren besuchte Rhodes eine Handelsschule. Drei Jahre nachdem sein Vater am 10. Dezember 1858 im Wrack seines Schoners Worcester in einem Hurrikan ertrank, meldete sich Rhodes freiwillig und mit Erlaubnis seiner Mutter für den Kriegsdienst. Zunächst hielt er den Krieg für ein Abenteuer. Während des Bürgerkrieges wurde er vom Schützen in einer Kompanie des 2. Rhode Island Infanterie-Regiments bis zum Regimentskommandeur mit dem Dienstgrad Oberst  befördert. Nach dem Krieg wurde er ein erfolgreicher Geschäftsmann und engagierte sich für die Angelegenheiten der Veteranen. Von 1879 bis 1893 kommandierte er als Brigadegeneral die Rhode Island State Militia.
Elisha Hunt Rhodes ist am besten für sein Kriegstagebuch und seine Briefe aus jener Zeit bekannt, welche später von seinem Urenkel Robert H. Rhodes unter dem Titel All For the Union veröffentlicht wurden. In diesem Tagebuch wird Rhodes Meinungswandel über den Krieg deutlich, und es zeigt sich, dass er nach anfänglichem Enthusiasmus, ernüchtert durch die Kriegswirklichkeit, vornehmlich zu seiner Familie zurückkehren wollte. Seine Aufzeichnungen wurden durch ihre Verwendung in Ken Burns Dokumentation Der Amerikanische Bürgerkrieg für PBS-TV bekannt. Seine umfangreiche Sammlung von persönlichen Erinnerungsstücken und Andenken befinden sich heute im Besitz der Rhode Island Historical Society in Providence.
Er heiratete am 12. Juni 1866 Caroline Pearce Hunt (1841–1930), mit der er einen Sohn, Frederick Miller Rhodes (1867–1942), und eine Tochter, Alice Caroline Rhodes Chace (1871–1946), hatte.